# Kościół św. Gwenllwyfy w Llanwellwyfo
Kościół św. Gwenllwyfy w Llanwellwyfo – XIX-wieczny kościół parafialny położony nieopodal miejscowości Dulas na wyspie Anglesey (północna Walia). Powstał w latach 1854–1856, aby zastąpić wcześniejszy kościół w parafii, także będący pod wezwaniem św. Gwenllwyfy, który wymagał remontu i nie mógł już pomieścić wszystkich wiernych. Nowy kościół wzniesiono bliżej posiadłości znanej jako Llys Dulas, której właścicielka przekazała na budowę 936 GBP (całkowity koszt wynosił 1417 GBP), a dalej od miejsca zamieszkanego przez większość parafian. W 1876 roku sir Arundel Neave, ożeniwszy się z członkinią rodziny właścicieli Llys Dulas, ofiarował 27 piętnasto- i szesnastowiecznych witrażów należących niegdyś do flamandzkiego klasztoru.
Budynek nadal służy jako miejsce nabożeństw anglikańskiego Kościoła w Walii, jest jednym z czterech takich obiektów należących do połączonej parafii w miejscowości Amlwch. Kościół św. Gwenllwyffy uznano za zabytek kategorii II*, którą w Anglii i Walii przyznaje się „szczególnie ważnym budynkom o wyjątkowym znaczeniu”. Przyczyniła się do tego przede wszystkim „piękna kolekcja” witrażów.

## Historia i położenie
Kościół św. Gwenllwyfy stoi na terenie cmentarza, na pochyłym obszarze po zachodniej stronie wiejskiej drogi, około 800 metrów od plaży w Dulas, w północno-zachodniej części wyspy Anglesey (Walia). Powstał w połowie XIX wieku, koszty budowy wyniosły 1417 GBP. Zastąpił poprzedni, średniowieczny kościół, który następnie porzucono. Stary kościół, także pod wezwaniem św. Gwenllwyfy (kobiety żyjącej w siódmym wieku, o której nic poza tym nie wiadomo), wymagał remontu i stał się zbyt mały dla parafian. Mimo że większość wiernych mieszkała w wiosce Nebo w północnej części parafii, zdecydowano się na budowę kościoła w miejscu oddalonym o około 1100 metrów na południowy zachód od jego poprzednika, w sąsiedztwie posiadłości Llys Dulas, której właściciele od dawna związani byli z kościołem.
Największa ofiara na nowy kościół parafialny (936 GBP) pochodziła od Gertrude, wdowie po Williamie Hughesie, pierwszym baronie Dinorben (zm. w 1852 roku), właścicielowi Llys Dulas. Gertrude, której mąż wzbogacił się na wydobyciu miedzi w kopalni Parys Mountain na wyspie Anglesey, przebudowała także główny budynek Llys Dulas w połowie lat 50. XIX wieku. W 1976 budynek ten rozebrano, po tym jak został porzucony. 14 września 1854 roku córka i spadkobierczyni Gertrude, Gryn Gertrude Hughes, wmurowała kamień węgielny pod nowy kościół, używając kielni ze srebra i hebanowego młotka. W skrzynce umieszczonej pod kamieniem znajdowała się Biblia, modlitewnik, dokument ze szczegółami wydarzenia i przykład każdej brytyjskiej monety wybitej w owym roku. Do obecnych przemówił po walijsku duchowny James Williams, a po angielsku wikariusz parafii Morris William (znany bardziej pod pseudonimem „Nicander”). Kościół, zaprojektowany przez Henriego Kennedy’ego, architekta dla diecezji Bangor, otwarto w 1856 roku.
W 1871 roku Gwyn Gertude Hughes wyszła za sir Arundella Neave’a. W 1876 roku ofiarował on kościołowi piętnasto- i szesnastowieczne flamandzkie witraże, które odziedziczył po ojcu. Po swojej śmierci w 1916 roku Gwyn została pochowana w krypcie pod prezbiterium kościoła, podobnie jak jej matka w roku 1871. Poprzednich członków rodziny chowano w krypcie rodzinnej w kościele św. Jerzego w Kinmel, jednakże z powodu kłótni rodzinnej z 1849 roku zaczęto używać nowej krypty.
Budynek nadal służy jako miejsce nabożeństw anglikańskiego Kościoła w Walii. Wraz z kościołami pod wezwaniem św. Eletha (Amlwch), św. Eliana (Llaneilian) i św. Tyfrydoga należy do połączonej parafii w miejscowości Amlwch. Parafia podlega dekanatowi Twrcelyn, archidekanatowi Bangor i diecezji Bangor. Od września 2011 proboszczem parafii jest H. V. Jones.

## Architektura i wnętrze

### Konstrukcja
Kościół zaprojektowano w stylu neogotyckim i zbudowano z kamienia łamanego zdobionego gruboziarnistym piaskowcem, natomiast dach wykonano z płyty łupkowej. Na zachodnim końcu budynku znajduje się trzykondygnacyjna wieża z przyporami u podstawy, zakończona iglicą. Wieża ma jedno okno w zachodniej ścianie na najniższej kondygnacji, wąskie okna po trzech stronach środkowej kondygnacji i podwójne okna, nad którymi znajdują się kapinosy, w części pod iglicą. Osiemnastowieczny dzwon pochodzi ze starego kościoła.
Do kościoła wchodzi się przez przedsionek, od strony południowej, blisko zachodniego końca budynku. Wewnętrzne drzwi na zachodnim końcu nawy głównej prowadzą do zakrystii znajdującej się w środku wieży. Nawa główna ma cztery przęsła (części sklepienia), a prezbiterium – dwa. Położone jest ono na wschód od nawy głównej i wydzielone od niej dekoracyjnym łukiem oraz jednostopniowym podwyższeniem. Okolice ołtarza podwyższone są o kolejne trzy stopnie i odgrodzone balustradą.
Okno po północnej stronie kościoła wieńczy trójliść, a kapinos dekorują twarze. W południowej ścianie budynku jest kilka pojedynczych i podwójnych okien łukowych, także z kapinosami. Trójdzielne okno we wschodniej ścianie zdobią słupki okienne i trójlistny maswerk. Poniżej, bliżej południowej strony, znajduje się zamurowany otwór drzwiowy.

### Witraże
Witraże ofiarowane kościołowi przez Neave’a pochodzą z klasztoru w Leuven we flamandzkim regionie Belgii. Na większości z nich znajduje się charakterystyczne flamandzkie godło. Witraże nabył ojciec Nave’a, Thomas, od Hamppa, pracującego w Norwegii niemieckiego kupca, który miał handlowe powiązania z Flandrią. 27 ofiarowanych kwater pochodzi głównie z około 1522 roku, lecz najstarszą z nich datuje się na wiek czternasty lub wczesny piętnasty. Jest też kilka późniejszych, z około 1600 roku. Kolejne witraże Neave przekazał kościołowi w Noak Hill w hrabstwie Essex (obok Dagnam Park, od którego wywodzi się przydomek baroneta Neave’a) oraz budynkom w Dagnam Park i LLys Dulas. Inne kwatery z flamandzkiego klasztoru można oglądać w muzeach takich jak Metropolitan Museum of Art w Nowym Jorku czy muzeum Wiktorii i Alberta w Londynie. Stanowią także część Burrell Collection w Glasgow.
Witraże we wschodnim oknie kościoła przedstawiają wydanie i ukrzyżowanie Chrystusa, pokłon trzech króli oraz powrót Jezusa i jego rodziny z Egiptu. W górnej części widnieją motywy zaczerpnięte z witrażów w kaplicy upamiętniającej papieża Hadriana VI, który był nauczycielem Karola V, cesarza Świętego Cesarstwa Rzymskiego. W oknie można zobaczyć podobiznę głowy owego władcy, a także obrazy anielskich muzyków. Witraże w nawie głównej i prezbiterium ukazują świętych oraz sceny z życia Chrystusa (wraz z podobizną Jezusa po Zmartwychwstaniu ubranego w słomkowy kapelusz, uważaną za „bardzo rzadką”).

### Tablice pamiątkowe i inne elementy wnętrza
W 1937 roku w badaniu przeprowadzonym przez Królewską Komisję Zabytków w Walii i Monmouthshire (ang. Royal Commission on Ancient and Historical Monuments in Wales and Monmouthshire) odkryto mosiężną tablicę pamiątkową z 1609 roku, postawioną przez Richrda Williamsa i poświęconą jego żonie Marcelie Lloyd, córce i współspadkobierczyni Davida Lloyda z Llysdulas. Na tablicy, znajdującej się uprzednio w starym kościele, widnieją trzy tarcze herbowe, pierwsza z herbem Williamsa, druga z herbem Marcelie Lloyd i trzecia, środkowa, w której herby te są połączone. Poniżej można zobaczyć męża i żonę wraz z dziećmi (Anne, Williame i Griffithem) klęczących na poduszkach. W badaniu znaleziono również prosty, srebrny kielich datowany na lata 1711 – 1712. Pozostałe naczynia liturgiczne (wygrawerowany, srebrny kielich, prosta, srebrna patena i prosta, srebrna karafka) zostały ofiarowane przez Gwyn Gertrude Hughes w 1866 roku. Meble w kościele (wliczając ośmiokątną, drewnianą ambonę i stalle) pochodzą z XIX w., natomiast ośmiokątną chrzcielnicę używano już wcześniej w starym kościele.
W świątyni znajdują się też inne tablice pamiątkowe, poświęcone członkom różnych rodzin kojarzonych z posiadłością Llys Dulas (Neave, Hughes i Dinorben). W nawie głównej umieszczono trzy czarne, romboidalne tablice z tarczami herbowymi zmarłych Lorda Dinorbena, jego żony Gertrude i sir Arundela Neave’a. Na zachodniej ścianie nawy głównej widnieje sporych rozmiarów tablica pamiątkowa, na której zapisano, jaki był wkład Gertrude i innych w koszty budowy kościoła. W szklanej gablocie w prezbiterium znajduje się makieta kościoła wykonana z zapałek.

## Uznanie
Kościół św. Gwenllwyfy cieszy się narodowym uznaniem i ustawową ochroną przed przebudową jako zabytek kategorii II* w trzystopniowej skali stosowanej w Anglii i Walii. Kategorię tę przyznaje się „szczególnie ważnym budynkom o wyjątkowym znaczeniu”. Kościół uzyskał ten status 12 maja 1970 roku i został wpisany do rejestru zabytków jako „neogotycki kościół z połowy XIX wieku ściśle związany z posiadłością Llys Dulas. Cadw (organ rządu walijskiego odpowiedzialny za dziedzictwo narodowe Walii związane z budownictwem i za wpisywanie walijskich budowli do rejestru zabytków) odnotowuje także należącą do kościoła „piękną kolekcję piętnasto- i szesnastowiecznych witrażów”, którą nazywa „drugą pod względem wielkości taką kolekcją na świecie”, oraz siedemnastowieczną mosiężną tablicę pamiątkową.
Przewodnik po kościołach na Anglesey z 2006 roku opisuje kościół jako „imponująco duży” i zauważa, że „stromy, dwuspadowy, łupkowy dach” daje wnętrzu „poczucie przestrzeni”. Zwraca również uwagę na „znaczącą liczbę” witraży, które określa jako „imponujące” i „charakteryzujące się bogactwem ciekawych i wartych zobaczenia elementów”.
Przewodnik po budowlach regionu z 2009 roku opisuje obiekt jako „wiktoriański kościół z iglicą wystającą ponad drzewa”, którą określa „nieproporcjonalnie wysoką” i uznaje za „jedno z najlepszych dzieł Kennedy’ego”. Witraże nazywa natomiast „nieprzeciętnymi”.